# Escola de Música Villa-Lobos
A Escola de Música Villa-Lobos é uma escola de música pública existente na cidade do Rio de Janeiro vinculada à Fundação de Artes do Estado do Rio de Janeiro.

## História
Fundada em junho de 1952, a escola foi criada como um centro popular com o objetivo de contribuir para a formação artística e musical da cidade. Oferece cursos para todas as idades divididos nos seguintes núcleos: básico em música, formação musical e técnico, além dos cursos livres. Todos os cursos são gratuitos, com a exceção do básico em música, sendo cobrada de uma taxa semestral.
Atualmente a escola oferece habilitação nos seguintes cursos: acordeão, bateria, canto (lírico e popular), cavaquinho, bandolim, violão, violão de sete cordas, guitarra, contrabaixo elétrico, clarinete, flauta transversal, saxofone, trombone, trompete, tuba, viola, violino, violoncelo, contrabaixo, teclado, piano e percussão (sinfônica e popular), composição e arranjo musical, regência coral, regência orquestral e produção de áudio.
A escola possui núcleos avançados que atentem em outros municípios do estado do Rio de Janeiro: em Miracema, Búzios, Conceição de Macabu, Paracambi e Teresópolis. Além dos cursos regulares, a escola promove festivais, palestras, workshop e concertos de diversos gêneros musicais. É uma das principais instituições de ensino e fomento à prática musical do Brasil.